# تهی‌کلاله
تهی‌کلاله (نام علمی: Coelogyne) نام یک سرده از subtribe تهی‌کلاله‌ایان است.